# 杉浦榮
杉浦 榮（すぎうら さかえ、1965年 - ）はランドスケープ・アーキテクト、アーバン・プランナー。S2 Design and Planning代表。日本都市計画学会理事。
2018年から前橋工科大学 工学部 総合デザイン工学科および大学院 工学研究科 建築学専攻（修士課程） 准教授。
一般社団法人都市計画コンサルタント協会 第一期 認定都市プランナー（総合計画、都市・景観デザイン）、1級造園施工管理技士。
関西大学工学部や東京理科大学、早稲田大学芸術学校で非常勤講師、法政大学兼任講師。浙江大学、昭和女子大学、武蔵野美術大学、青山学院大学、東京農業大学 他で、講義・講演など。

## 来歴
大阪府生まれ。関西大学社会学部で環境認知論を専攻。 2001年、ハーバード大学デザイン大学院（GSD）建築学部ランドスケープアーキテクチュア専攻および都市計画（アーバンプランニング）専攻修士課程修了。ササキエンバイロメントデザインオフィス（SEDO）所属を経てS2 Design and Planning代表。

## 携わった主なプロジェクト
- 長野市中心市街地再開発事業「TOiGO SBC（信越放送）,WEST,Parking」まちづくり基本構想および公共空間等設計・監理(2006年)
- マークス代沢ランドスケープ(1999年)
- ソニー本社機能集約施設「ソニーシティ」ランドスケープ設計・監理(2006年)
- 集合住宅「コナヴィレッジ町田」業態計画、建築およびランドスケープ設計・監理(2004年)
- さいたま新都心再開発事業　デザインアドバイザーおよびランドスケープ基本設計(2009年)
- 武蔵浦和駅第一街区市街地再開発事業　基本構想(2006年)
- 狭山市駅西口地区市街地再開発事業　基本構想およびデザイン調整業務(2005年)
- MinaGarden十日市場(2020年)[7]
- 関ロジスティックス整備構想　基本計画(2002年)
- S高齢者コミュニティ開発事業(仮)　業態計画および基本構想(2001年)
- M高齢者住居系施設建築計画 　基本構想、基本計画、基本設計(2005年)

受賞
ニトリ東京本部屋上庭園「KAWARA」（2007年）やYKK75周年記念事業 前沢ガーデン桜花園（2009年）で経産省グッドデザイン賞、前沢ガーデン桜花園 他で日本建築学会北陸建築文化賞（2009年）、日本造園学会賞受賞。
参画審議会・委員会名
- 前橋市アーバンデザイン策定協議会 委員（2019）
- 前橋市景観アドバイザー会議 前橋市景観アドバイザー[14]
- 東大和市向原地区プロジェクト審査委員会委員[15]
- 安中市景観計画策定委員会 委員（副委員長）[16]
- 渋川市太陽光発電設備設置審議会委員[17]
- 港区まちづくりマスタープラン検討委員会 委員[18]
- ぐんまダイバーシティ推進地域ネットワーク委員
- みどり市景観計画策定委員会副委員長
- みどり市景観審議会副会長、みどり市都市計画審議会委員

などに就任している。
共著に『テキスト ランドスケープデザインの歴史』（学芸出版社、2010年）